# Filellum magnificum
Filellum magnificum is een hydroïdpoliep uit de familie Lafoeidae. De poliep komt uit het geslacht Filellum. Filellum magnificum werd in 2004 voor het eerst wetenschappelijk beschreven door Peña Cantero, Svoboda & Vervoort. 